# Sentosphère
Sentosphère est une entreprise française commercialisant des jeux de société olfactifs.

## Historique
L'entreprise est fondée en 1989 par le parfumeur Véronique Debroise, qui a lancé sa première gamme de produits d'éveil olfactif, Loto des odeurs, Fragrances et Magic Odor. La société s'est progressivement diversifiée vers d'autres domaines tels que les loisirs créatifs, en proposant des gammes telles qu'Aquarellum (1996) et Sablimage (2005).
En 1998, Sentosphère a implanté un site de production à Marne-la-Vallée, avant de créer une usine dans les Yvelines en 2004, qui a été agrandie en 2009. La société a créé une filiale aux États-Unis en 2013.
En 2015, Sentosphère a reçu le J d'or JouéClub de la Création Française,. L'année suivante, l'entreprise une entreprise de cartonnage dans la Drôme et l'a renommée Cartonnage de Vaucanson, qui lui permet en 2022 de crééer des puzzles et d'ouvrir ses chaines de fabrication à d'autres éditeurs.

## Véronique Debroise
Fille de diplomate, Véronique Debroise passe sa jeunesse au Costa Rica, Maroc et Brésil. Elle invente ses propres activités créatives,,.
Elle a suivi des études d'ingénieur à l’Institut Supérieur International du Parfum, de la Cosmétique et de l’Aromatique Alimentaire (ISIPCA). Une fois diplômée en 1981, elle devient parfumeur à IFF en Amérique du Sud puis Givaudan en France.
En 1988, Véronique Debroise remporte le prix de la vocation et en 1990, le 2ème prix de la Fondation Jacques Douce. Elle devient Chevalière de l'Ordre du Mérite Agricole (2000) et Chevalière de l'Ordre National du Mérite (2013).

## Jeux
Les jeux Sentosphère ont pour but l'éveil des sens. Il y a également des coffrets pour s'initier à l’œnologie, le sens gustatif, ou le sens artistique en apprenant le sens des couleurs.

## Jeux récompensés
- Fragrances : As d'or Jeu de l'année du meilleur jeu de société – 1992[réf. souhaitée]
- Gymkhana : As d'or Jeu de l'année du meilleur jeu de stratégie – 1993[réf. souhaitée]
- Mon Orgue à Parfums : Geoffrey d’or Toy's R Us – 1996[11]
- La Route des Epices : Super As d'or Jeu de l'année – 1999[réf. souhaitée]
- Conquistador : As d'or Jeu de l'année du meilleur jeu de cartes – 2001[réf. souhaitée]
- Parfum d’ambiance : Grand Prix « Art de Vivre » - 2002[11]
- Collection Particulière : As d'or Jeu de l'année du meilleur jeu de cartes – 2003[réf. souhaitée]
- Topscent : Grand Prix du Jouet catégorie "Jeu éducatif" - 2016[12]
- Le Loto des Sons : Grand Prix du Jouet catégorie "Jeu éducatif" - 2020[13]
- L'Atelier Résine : Étoile du Jouet dans la catégorie "Créer et Imaginer" - 2020[14]
- Sablimage-Concept'Box : Prix LSA de l’innovation dans la catégorie Tendance et Emballage - 2021 [15]